# Pujun
Pujun (ur. w 1886, zm. w 1929) – książę z dynastii Qing, następca tronu chińskiego w latach 1900–1901.
Syn konserwatywnego księcia Duana. 24 stycznia 1900 mianowany następcą tronu przez Cesarzową Wdowę Cixi. Gorący zwolennik Stowarzyszenia Sprawiedliwej Pięści.
Po upadku powstania bokserów i podpisaniu przez Chiny traktatu pokojowego z mocarstwami, został edyktem  z 30 listopada 1901 pozbawiony następstwa oraz wszelkich innych przywilejów, a także zdegradowany do stanu plebejskiego.